# Leopold von Sonnleithner

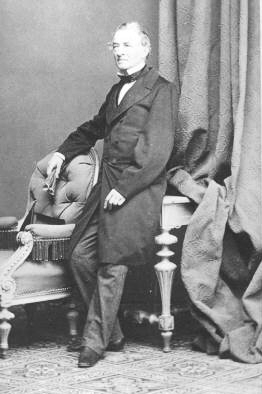
Leopold von Sonnleithner

Leopold Andreas Ignaz Sonnleithner, ab 1828 Leopold Edler von Sonnleithner (* 15. November 1797 in Wien; † 3. März 1873 ebenda) war ein österreichischer Jurist und eine bekannte Persönlichkeit der Wiener Musikszene. 

## Familie
Leopold von Sonnleithner war ein Enkel des Komponisten Christoph Sonnleithner und ein Sohn von Ignaz von Sonnleithner. Sein Vater wurde am 20. April 1828 in Wien mit Diplom vom 14. Juni 1828 in den österreichischen Adelsstand erhoben; mit ihm auch sein Sohn Leopold.
Am 6. Mai 1828 heiratete er die aus Hamburg gebürtige Großhändlerstochter Louise Augusta Gosmar (* 11. August 1803; † 7. Juni 1850).

## Leben
Sonnleithner, der am 4. Mai 1819 in Wien zum Doktor der Rechte promoviert wurde, war Hofgerichtsadvokat, Hofrichter des Schottenstifts sowie Direktor und Rechtsanwalt der 1819 gegründeten „Österreichischen Sparcasse“.
Als Privatmann war er wie sein Vater aktives Mitglied der Gesellschaft der Musikfreunde in Wien und engagierter Musiksammler. Er war ein persönlicher Freund und Gönner der Wiener Komponisten Ludwig van Beethoven und Franz Schubert sowie seines Cousins, des Dramatikers Franz Grillparzer (1791–1872). Schubert widmete seiner Frau Louise das Ständchen „Zögernd leise“ D 921 nach einem Text von Grillparzer.
Sonnleithner wohnte zuletzt im Schottenhof, an der Freyung 6, wo er am 3. März 1873 an einer Lungenentzündung starb. Er wurde auf dem Matzleinsdorfer Friedhof im 5. Wiener Gemeindebezirk Margareten begraben (heute liegt der Friedhof im 10. Gemeindebezirk Favoriten).
Sein Nachlass als Musiksammler befindet sich heute im Archiv der Gesellschaft der Musikfreunde in Wien.

## Werke
- Über Mozart's Opern aus seiner früheren Jugend, in: Cäcilia, Heft 94/1845 und Heft 98/1846, Verlag Schott, Mainz 1845/1846
- Beethoven und Paër. Eine Berichtigung, in: Recensionen und Mittheilungen über Theater und Musik, Jg. 6, Nr. 27 vom 4. Juli 1860, S. 412f. (Digitalisat)
- Musikalische Skizzen aus Alt-Wien. I, in: Recensionen und Mittheilungen über Theater und Musik, Jg. 7, Nr. 47 vom 24. November 1861, S. 737–741 (Digitalisat)
- Musikalische Skizzen aus Alt-Wien. II, in: Recensionen und Mittheilungen über Theater und Musik, Jg. 7, Nr. 48 vom 1. Dezember 1861, S. 753–757 (Digitalisat)
- Musikalische Skizzen aus Alt-Wien. III, in: Recensionen und Mittheilungen über Theater und Musik, Jg. 8, Nr. 1 vom 5. Januar 1862, S. 4–7 (Digitalisat)
- Musikalische Skizzen aus Alt-Wien. IV, in: Recensionen und Mittheilungen über Theater und Musik, Jg. 8, Nr. 12 vom 23. März 1862, S. 177–180 (Digitalisat)
- Musikalische Skizzen aus Alt-Wien. V, in: Recensionen und Mittheilungen über Theater und Musik, Jg. 8, Nr. 24 vom 15. Juni 1862, S. 369–375 (von Wilhelm Böcking über Sonnleithner selbst) (Digitalisat)
- Musikalische Skizzen aus Alt-Wien. VI, in: Recensionen und Mittheilungen über Theater und Musik, Jg. 9, Nr. 20 vom 17. Mai 1863, S. 305–307 (Digitalisat)
- Musikalische Skizzen aus Alt-Wien. VI. (Schluß), in: Recensionen und Mittheilungen über Theater und Musik, Jg. 9, Nr. 20 vom 17. Mai 1863, S. 322–325 (Digitalisat)
- Zur Ehrenrettung einer Künstlerin, in: Recensionen und Mittheilungen über Theater und Musik, Jg. 11, Nr. 51 vom 23. Dezember 1865, S. 801f. (über Caroline Unger und die Uraufführung von Beethovens 9. Sinfonie) (Digitalisat)